# Mordehai Milgrom
Mordehai Milgrom (Iași, 1946) è un fisico israeliano e professore al dipartimento di Fisica della materia condensata presso il Weizmann Institute di Rehovot.
Divenne famoso per la proposta della teoria MOND (Modified Newtonian Dynamics) come alternativa alla materia oscura, nel 1981. Milgrom suggerì una modifica alla seconda legge di Newton per piccole accelerazioni.